# Starý Těšín (hradiště)
Starý Těšín (polsky Stary Cieszyn, také Cieszynisko) bylo označení slovanského hradiště (sídliště) kmene Holasiců, které se nacházelo na katastrálním území dnešní Podobory (německy Thiergarten), která je součásti obce Chotěbuz, okres Karviná. Starý Těšín se tedy nacházel severně do města Těšín, na levém břehu řeky Olše (polsky Olza).

## Historie
Hradiště Starý Těšín vzniklo při osídlení současného území Těšínského Slezska kmenem Holasiců. Pravděpodobně v 7. století. Bylo umístěno na návrší, nad strmým břehem k řece Olši, která tehdy měla jiné koryto, než má dnes.
Mimo funkce osadní, plnilo také funkci obrannou. V 9. století bylo těžce poničeno, pravděpodobně nájezdem velkomoravského knížete Svatopluka I., během bojů mezi moravskými kmeny a kmeny Vislanů (Vislanští Venedové). Vzhledem k tomu, že v okolí byly zcela zničeny další hradiště, spolu s tehdy nejsilněji opevněným hradištěm v Lubomi (polsky Lubomia), byl znovu opravený Starý Těšín, spolu s novým hradištěm, dnes Zámecký vrch v Těšíně (polsky Góra Zamkowa), určen jako administrativní, duchovní a hospodářské centrum mezi kmeny žijícími na Moravě a kmeny v oblasti Visly.
Postupně hradiště ztrácelo na významu, a vše bylo přesunuto na nové hradiště do Těšina. Který byl původně určen jako zázemí pro toto staré hradiště. Na přelomu 11. a 12. století (pravděpodobně 1. třetina 11. století) bylo toto hradiště zcela opuštěno.

## Současnost
Místo původního hradiště bylo po mnoho let místem zájmů archeologů. Místo je archeologicky chráněno od 3. května 1958. Byly nalezeny pozůstatky, které datují osídlení do tzv. halštatského období, tedy 800–750 let před n. l. až 500 let př. n. l.
V současné době je spojen archeologický průzkum s obnovou vzhledu hradiště, a to za pomocí UNESCO.
Turistický a archeologický park je dnes znám jako Archeopark Chotěbuz-Podobora, který byl otevřen v roce 2012. Nachází se u okresní silnice číslo 67, Český Těšín-Karviná, zhruba 1 km od vlakové zastávky Chotěbuz.

## Galerie

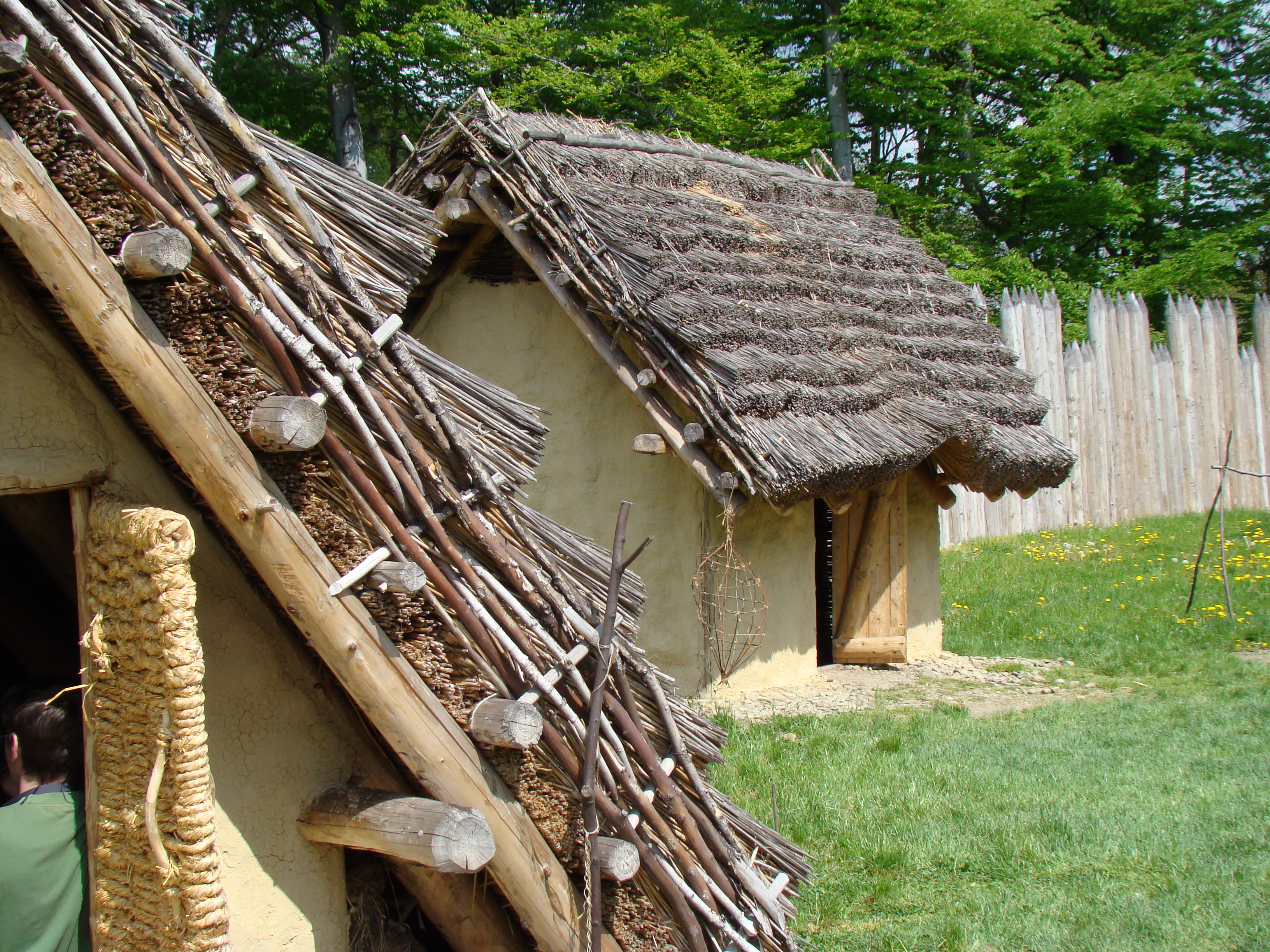
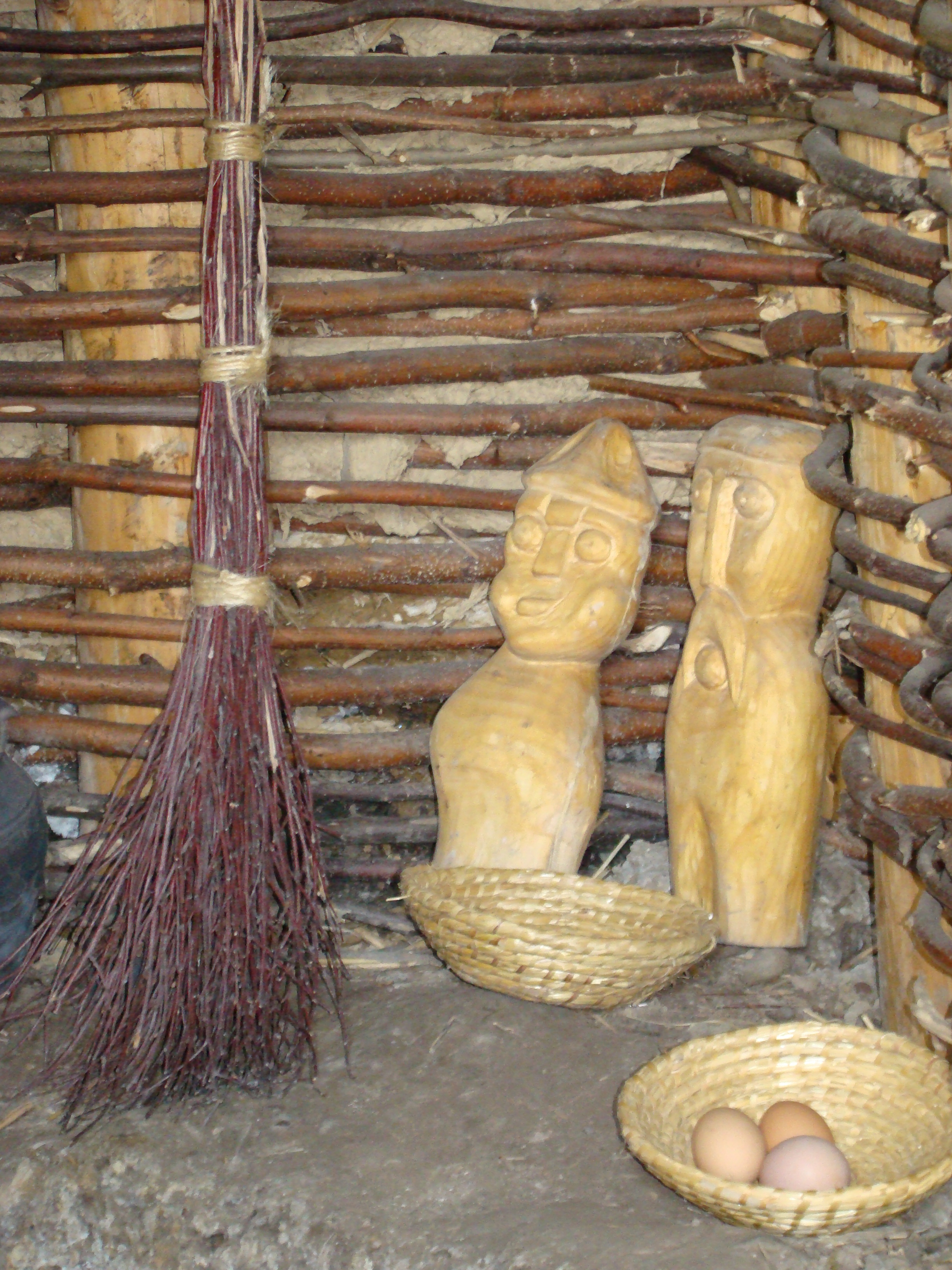
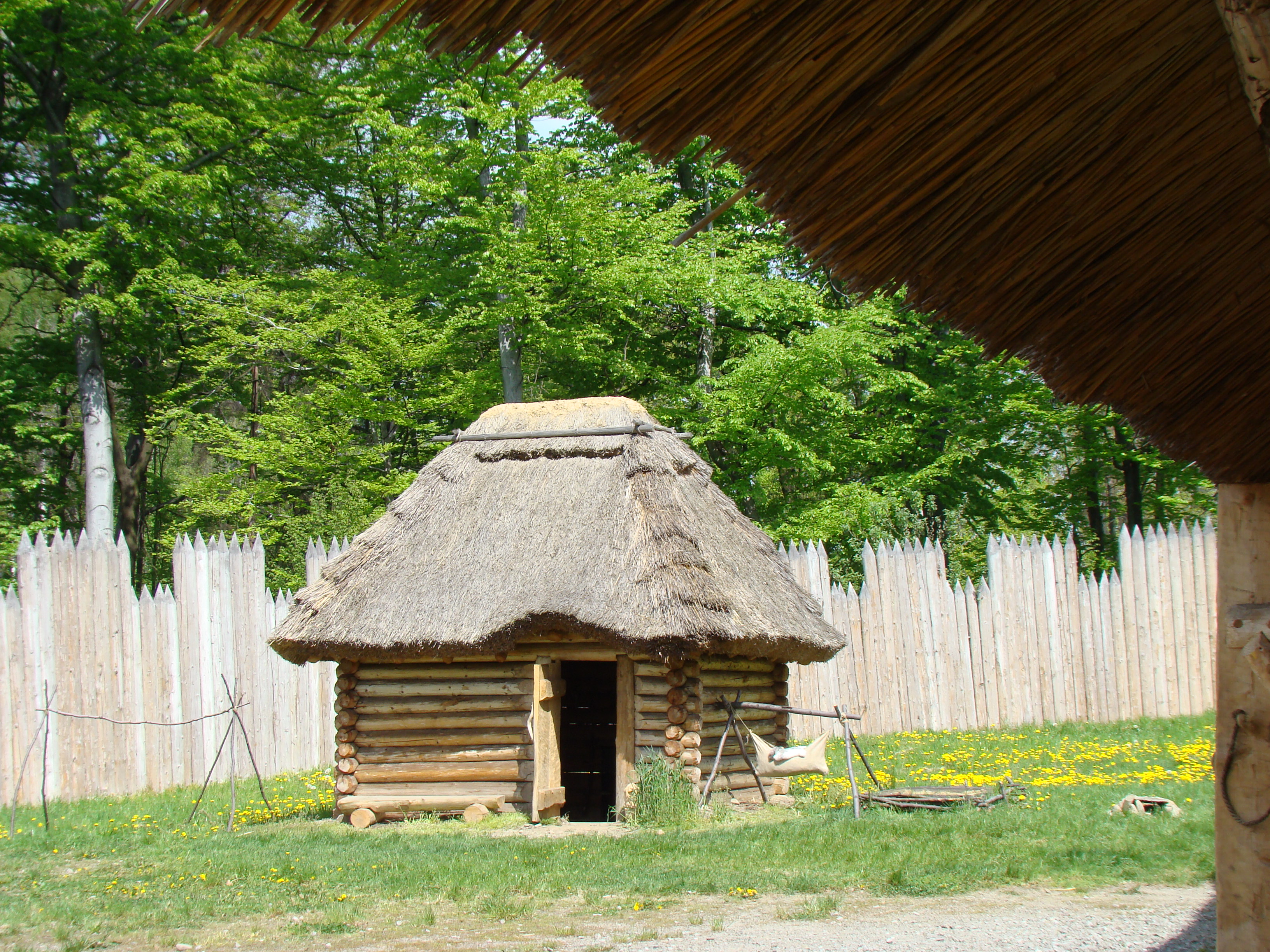
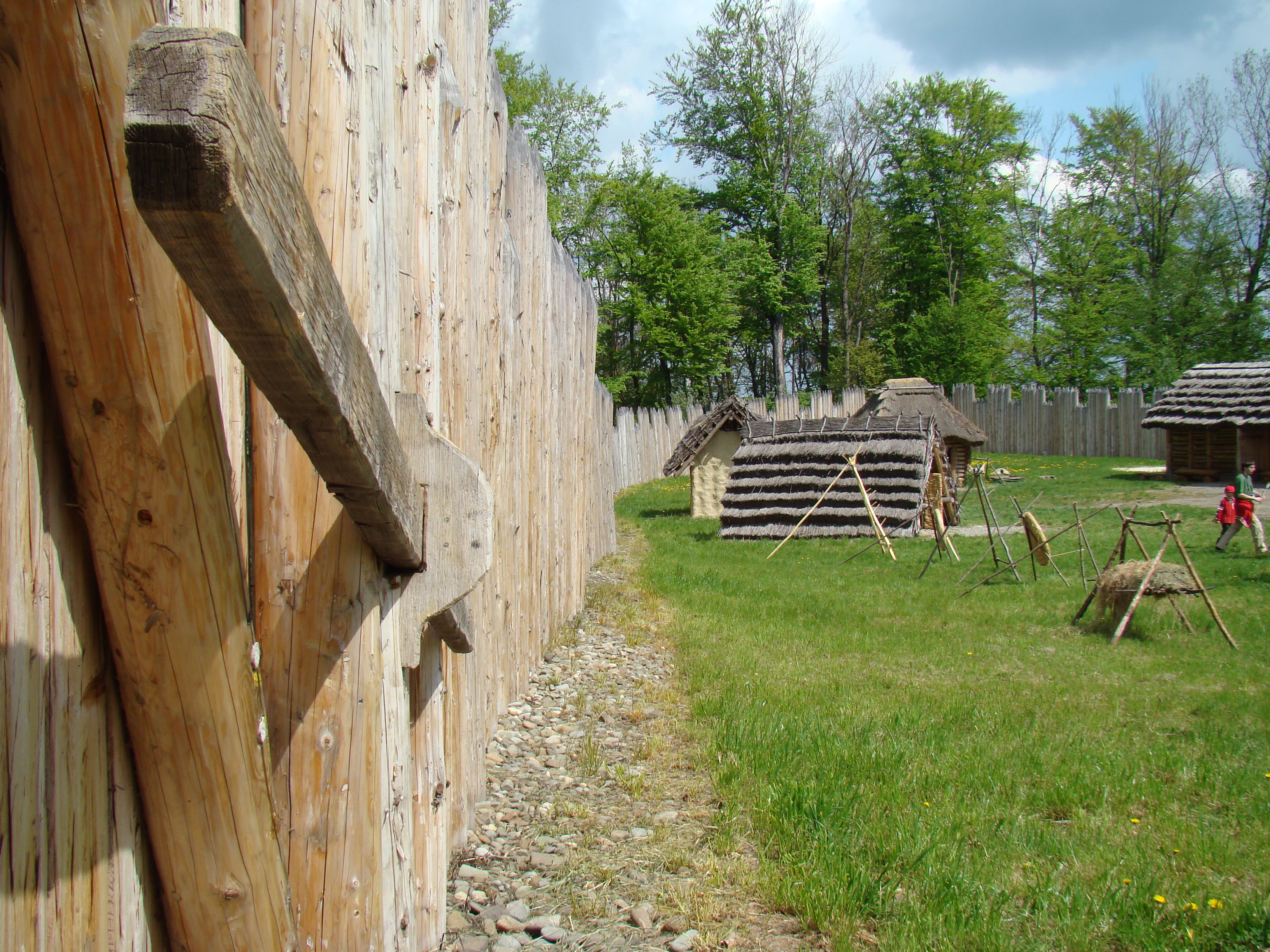